# Mitchell Booth
Mitchell Booth, född den 4 januari 1963 i Sydney, är en australisk och därefter nederländsk seglare.
Han tog OS-silver i tornado i samband med de olympiska seglingstävlingarna 1996 i Atlanta.